# Bill W.
Bill W., nato William Griffith Wilson, conosciuto anche come Bill Wilson (Dorset, 26 novembre 1895 – Miami, 24 gennaio 1971), è stato un attivista statunitense, cofondatore dell'Associazione denominata Alcolisti Anonimi.

## Biografia
Nato in Vermont, iniziò a bere durante il servizio militare. Nel 1918 ha sposato Lois W. (Lois Burnham). Negli anni venti ha lavorato a Wall Street senza tuttavia diventare agente di borsa. Un giorno un suo amico di nome Ebby Thatcher si convertì e si iscrisse ad un'associazione religiosa chiamata Oxford Group. Quest'associazione aiutava gli alcolisti a smettere di bere dando loro alcuni compiti a cui adempire, come comportarsi come testimoni della grazia di Dio e ammettere la propria sconfitta personale in mezzo alle altre persone. Wilson declinò l'invito ad aderire a questa associazione e con esso l'invito alla sobrietà. Anch'egli però ebbe un'esperienza spirituale in seguito ad un ricovero in ospedale per abuso di alcol e così venne ispirato a diventare anche lui membro della Oxford Movement.
Dopo un incontro d'affari andato a male ebbe la tentazione di ricominciare a bere e così decise di contattare un chirurgo dell'Ohio, il dottor Bob Smith. Da questo incontro, nel giugno 1935, scaturì la nascita della Alcolisti anonimi. Nel 1939 Wilson scrisse un libro in cui spiegava i cosiddetti "dodici passi". Dal titolo del libro nacque il nome del movimento di recupero Alcolisti anonimi. Il libro ebbe poco successo ma, dopo un articolo pubblicato al riguardo nel 1941 dal Saturday Evening Post, gli alcolisti statunitensi si interessarono in massa al progetto. Inoltre Wilson completò i "dodici passi" con le "dodici tradizioni", ossia delle chiarificazioni in cui si spiegava tra l'altro che l'associazione non imponeva nulla ai propri iscritti, nemmeno la propria identificazione: condizione del principio di partecipazione poteva quindi anche essere il "pubblico anonimato".
Morì di enfisema e polmonite (era anche un fumatore incallito) in Florida nel 1971.
Nel 1999 è stato inserito dal Time tra le cento persone più importanti del secolo.
Un film del 2012 diretto da Dan Carracino è a lui dedicato ed è chiamato proprio Bill W.